# Sorge (Adorf)
Sorge ist ein Ortsteil der Stadt Adorf/Vogtl. im sächsischen Vogtlandkreis.

## Geographie
Die Gebäudegruppe Sorge befindet sich auf einer im Gemeindegebiet isoliert liegenden Waldlichtung in einer Höhenlage von etwa 550 m ü. NHN nordöstlich des Stadtkerns von Adorf. Südwestlich dieser Lichtung erstreckt sich der Weinberg (531 m) und südöstlich der Thossenberg (596 m). Zwei Bäche entwässern die Lichtung und das nahe Waldgebiet zum Schwarzbach. Im ausgehenden 18. Jahrhundert gab es hier mehrere Fischteiche.
|       | Hermsgrün (Gemeinde Mühlental)              |                                    |
| Adorf | Kompassrose, die auf Nachbargemeinden zeigt | Breitenfeld (Stadt Markneukirchen) |
| Adorf | Siebenbrunn (Stadt Markneukirchen)          | Markneukirchen                     |

## Geschichte

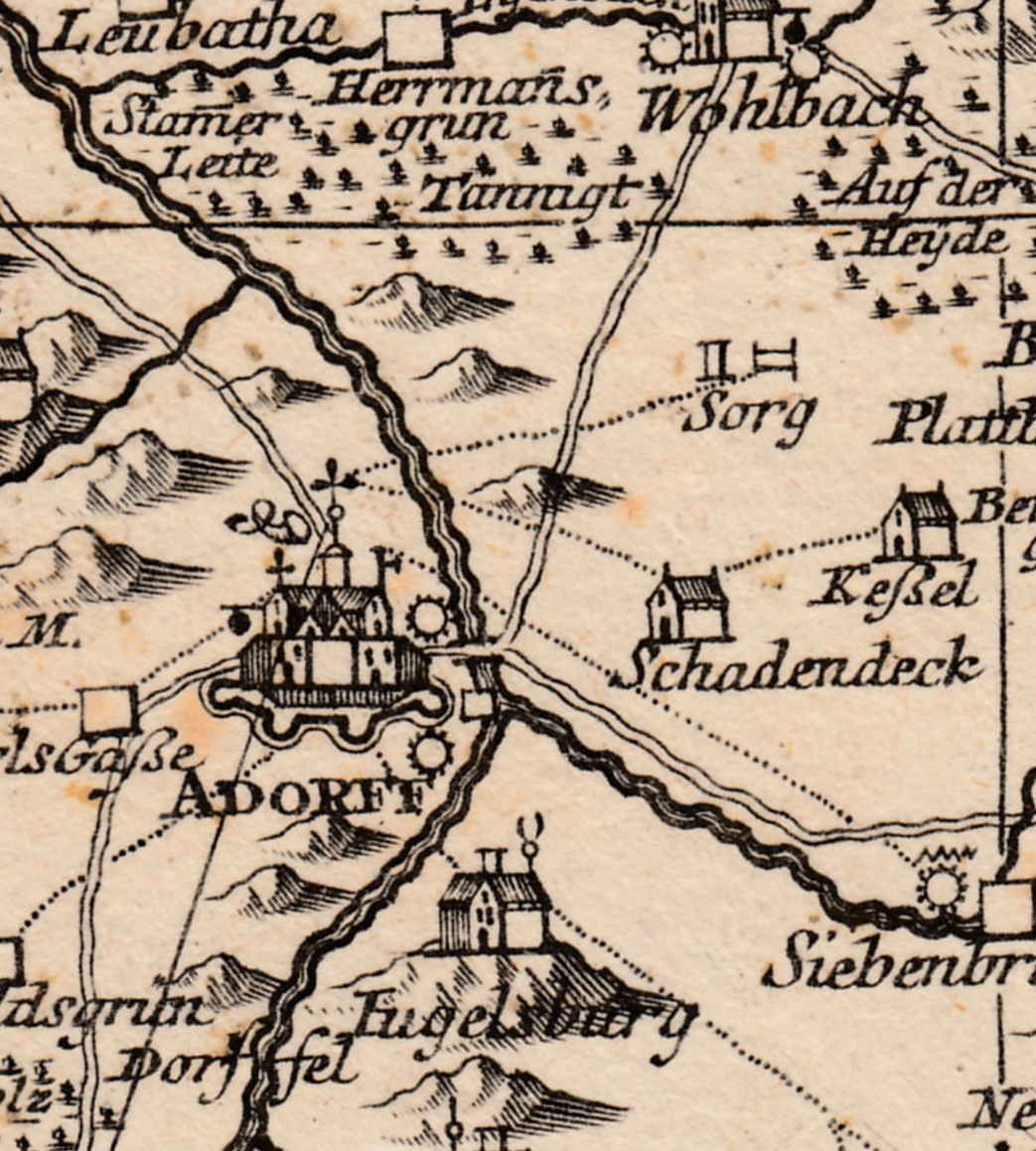
Das Vorwerk Sorg nordöstlich von Adorf auf einer Karte des Voigtlaendischen Creisses (1758) von Peter Schenk

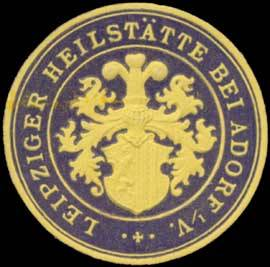
Siegelmarke der Leipziger Heilstätte in Sorge

### Frühe Belege
Sorge wurde 1542 erstmals als „neue Sorge“ schriftlich erwähnt. Auf Entschluss des Rates von Adorf entstand um 1500 an Stelle der Wüstung Grün ein Vorwerk mit einer Schäferei. Die Bedeutung des Namens ist verschieden diskutiert worden, wobei sich die Auffassung zugunsten des althochdeutschen Wortes zarga für Randeinfassung, also für „am Rande des Gemeindegebietes liegend“ herauskristallisierte. Aus dem Jahre 1485 ist für die Lokalität die Bezeichnung „In der Wustenunge genant die Grun“ überliefert. Das landwirtschaftliche Anwesen ist auf einer Kupferstichkarte des „Voigtlaendischen Creisses“ von 1758 nach Angaben der Landesvermessung durch Adam Friedrich Zürner mit zwei Symbolen eingetragen (gemäß der Kartenlegende: „Ein Einzeln Hauß“ und „Herrn Schafe“).
Über mehrere Jahrhunderte lieferte das Vorwerk landwirtschaftliche Produkte für die nahe Region. Um 1900 begann sich hier der Nutzungsschwerpunkt zu ändern.

### Heilstätte
Zur Bekämpfung der sich zunehmend verbreitenden Tuberkulose in der städtischen Bevölkerung suchte die Stadt Leipzig, wie auch andere Großstädte, einen Ort für eine Genesungsstätte in gesundheitsfördernder Lage. Aus dem Kreise der zahlreichen Angebote erzgebirgischer und vogtländischer Gemeinden erhielt Adorf den Zuschlag. Im Jahr 1901 kam es zum Kaufvertrag zwischen Adorf und Leipzig für ein 55 Hektar großes Gelände zu einem Preis von 85.950 Mark. Leipzig hatte bereits 1897 eine Stiftung für den Bau dieses Sanatoriums eingerichtet und mit einem Stiftungskapital ausgestattet. Zwischen 1904 und 1906 entstanden am Vorwerk Sorge die ersten Gebäude der neuen Heilstätte, die der Erholung von nur leicht erkrankten Personen diente. Die vorhandenen Vorwerksanlagen wurden durch Um- und Ausbauten in den neuen Komplex integriert. Die offizielle Eröffnung fand am 21. Mai 1906 statt. Die wirtschaftlichen Verhältnisse in Folge des Ersten Weltkriegs führten fast zur Schließung dieser Einrichtung. Nach der Währungsinflation von 1923 erfolgten Renovierungsarbeiten und 1927 begann man mit dem Bau der schon länger geplanten Kinderheilstätte, die ein Jahr später im April öffnete und lungenkranken Kindern mit 60 Betten eine medizinisch betreute Erholung bot. Zur finanziellen Tragfähigkeit der Heilstätte mussten die Einnahmen aus den landwirtschaftlichen Erträgen des Gutsbetriebes aufgebracht werden. Beide Handlungsfelder waren miteinander verknüpft.
In den 1930er Jahren hatte sich die Klinik inzwischen auf alle Formen der Tuberkulose spezialisiert und nahm Patienten aus ganz Sachsen auf. Den Zweiten Weltkrieg überstand die Einrichtung mit einem Toten und geringen Sachschäden infolge eines Beschusses durch alliierten Truppen. Nach dem Krieg übergab Leipzig im Jahre 1952 der Stadt Adorf die Krankenhauseinrichtung, die den bisherigen Schwerpunkt im Bereich von Lungenkrankheiten weiter ausbaute. Es wurden nun auch Silikoseerkrankungen behandelt. Seit 1976 wandelte sich das Profil hin zu einer Feierabend- und Pflegeeinrichtung und es kam eine Fördereinrichtung für Kinder mit entwicklungsbedingten Lernbehinderungen hinzu.
Nach 1990 vollzogen sich weitere Veränderungen in der Nutzungsstruktur der Gesundheitseinrichtungen. Oberhalb der früheren Gutsanlage begann nach einem Kreistagsbeschluss vom Juni 1991 im Dezember 1992 der Bau eines Kreiskrankenhauses. Die Baukosten waren mit 88 Mio. D-Mark geplant. Später ging das Krankenhaus an den Konzern Paracelsus-Kliniken über, der im Jahre 2018 von der Schweizer Beteiligungsgesellschaft Porterhouse Group übernommen wurde.

### Land- und Forstwirtschaft
Im Jahr 1952 wurde der noch existierende Gutsbetrieb mit 24 Hektar landwirtschaftlich genutzter Fläche und einem Viehbestand von 20 Rindern, 80 Schweinen sowie 4 Pferden vom Klinikbereich getrennt und ging an die LPG Vereinte Kraft in Adorf. Ein 60 Hektar umfassender Waldbestand übernahm zur selben Zeit der Staatliche Forstwirtschaftsbetrieb. Im Jahre 1980 übernahm die LPG 8. Mai Adorf-Bad Brambach die landwirtschaftliche Nutzfläche mit ihren baulichen Anlagen. Daraus entstand im Dezember 1991 die Agrargenossenschaft Agrartourist e.G. Raun.

## Verkehr
Eine abzweigende Nebenstraße führt von der Bundesstraße 283 aus dem Tal des Schwarzbachs zur Ortslage hinauf und endet hier. Forstwege geleiten nun in die umliegenden Waldungen.
Durch die Paracelsus-Klinik wird Sorge von der TaktBus-Linie 93 sowie der BürgerBus-Linie 96 im vertakteten ÖPNV des Verkehrsverbunds Vogtland bedient. Diese Linien verbinden den Ort mit Adorf, Bad Elster, Markneukirchen und Schöneck. Am Bahnhof Adorf (Vogtl) besteht Anschluss an die Vogtlandbahn nach Plauen und Zwickau.